# Bibimys labiosus
Bibimys labiosus é uma espécie de roedor da família Cricetidae. Pode ser encontrada na Argentina, na província de Misiones, e no Brasil, de Minas Gerais ao Rio Grande do Sul.